# Cut Copy
O Cut Copy é um trio australiano de música eletrônica formado em 2001. Seu som, que contém referências de rock, música eletrônica, rock alternativo, new wave e indie rock foi extremamente elogiado em 2008, com o lançamento de seu segundo álbum, In Ghost Colours. Começando como um projeto do DJ e designer gráfico, Dan Whitford, o grupo assinou contrato com a gravadora hype, Modular Records, lar das bandas Wolfmother, New Young Pony Club e outro, e lançou seu debut, Bright Like Neon Love. Após excursionar com bandas como Bloc Party, Junior Senior e Franz Ferdinand, o conjunto começa a causar frisson com seu som, sendo a trilha principal do quadro "Programa Amaury Dumbo" do Pânico na TV, com a música 'Nobody Lost, Nobody Found', inclusive abre para o Daft Punk em 2007. O grupo também é bem famoso por seus remixes, trabalhando com grupos como Cansei de Ser Sexy, Kaiser Chiefs, The Presets e outros.
Para muitos o estilo de música dos Cut Copy é muito semelhante à dos New Order, sendo apontados como os sucessores de uma das bandas mais importantes do género.

## Integrantes
- Dan Whitford - vocal, guitarra, teclado
- Tim Hoey - baixo, guitarra, sampler
- Mitchell Dean Scott - bateria

## Discografia

### Álbuns
- 2004 Bright Like Neon Love
- 2008 In Ghost Colours
- 2011 Zonoscope
- 2013 Free Your Mind
- 2017 Haiku From Zero
- 2020 Freeze Melt

### EPs
- 2001 I Thought of Numbers
- 2007 Hearts on Fire
- 2008 So Cosmic

### Coletâneas
- Fabric Live 29 (DJ Set/2006)

Singles
"1981" 7" (2001, Modular Recordings)
"Drop The Bomb" (2001, Modular Recordings)
"Glittering Clouds" (2001, Modular Recordings)
"Rendezvous" (2001, Modular Recordings)
"Saturdays" (2004, Modular Recordings)
"That was Just a Dream" (2004, Modular Recordings)
"Future" (2005, Modular Recordings)
"Going Nowhere" (2005, Modular Recordings) IRE #48
"Hearts on Fire" (2007, Modular Recordings)
"So Haunted" (2007, Modular Recordings)
"Lights & Music" (2008, Modular Recordings) AUS #64, AUS Dance #8
"Hearts on Fire" (2008 Edit), (2008, Modular Recordings) AUS #98, AUS Dance #9, BEL #70
"Far Away" (2008, Modular Recordings)
"Where I'm Going" (2010, Modular Recordings)
"Take Me Over" (2010, Modular Recordings)
"Need You Now" (2011, Modular Recordings)
"Blink And You'll Miss A Revolution" (2011, Modular Recordings)

### Remixes
- The Presets - The Girl And Sea
- Midnight Juggernauts - 45 And Rising
- VHS Or Beta - Night On Fire
- Mercy Arms - Kept Low
- Midnight Juggernauts - Dystopia
- Van She - Kelly
- Cansei de Ser Sexy - Move
- Kaiser Chiefs - Never Miss A Beat
- Ladyhawke - Paris Is Burning